# Slagelsekredsen
Slagelsekredsen er fra 2007 en opstillingskreds i Sjællands Storkreds.
Kredsen var en opstillingskreds i Vestsjællands Amtskreds fra 1971 til 2006. I 1920-1970 lå opstillingskredsen i Sorø Amtskreds. Kredsen var en valgkreds i 1849-1918.
Den 8. februar 2005 var der 43.012 stemmeberettigede vælgere i kredsen.
Kredsen rummede i 2005 flg. kommuner og valgsteder::
1. Korsør Kommune
  1. Korsør Nordre Bydel
  2. Korsør Søndre Bydel
  3. Tårnborg
  4. Vemmelev
2. Slagelse Kommune
  1. Antvorskov
  2. Havrebjerg
  3. Nordhallen
  4. Slagelse Hallen
  5. Slagelse Produktionsskole
  6. Stillinge
  7. Søndermark
  8. Vestermose
  9. Vesthallen

## Folketingskandidater pr. 5/11-2016
| Liste | Parti                       | Kandidat | Bemærk                                                          |
| ----- | --------------------------- | --- | --------------------------------------------------------------- |
| A     | Socialdemokratiet           | Tom Block Larsen |                                                                 |
| B     | Radikale Venstre            | Troels Jes Uldall Brandt |                                                                 |
| C     | Det Konservative Folkeparti | Rune Kristensen |                                                                 |
| D     | Nye Borgerlige              | Klaus Juel Hansen |                                                                 |
| F     | Socialistisk Folkeparti     | |                                                                 |
| I     | Liberal Alliance            | |                                                                 |
| O     | Dansk Folkeparti            | Karin Nødgaard |                                                                 |
| V     | Venstre                     | Morten Dahlin |                                                                 |
| Ø     | Enhedslisten                | Linda Hansen |                                                                 |
| Å     | Alternativet                | Rasmus Nordqvist, Sascha Faxe, Peter Kjær Hansen, Carsten Bering, Joan Gerti Kragh, Lars Birger Nielsen, Claus Jansson, Kristian Gylling, Kirsten Kock, Anne Grete Kamilles, Ulla Munksgaard | Er opstillet i samtlige opstillingskredse i Sjællands Storkreds |

## 2007
Fra 2007 består kredsen af afstemningsområderne i de to gamle kommuner Slagelse og Korsør, fra den tidligere Slagelse-kreds, samt afstemningsområderne fra de nedlagte kommuner Hashøj og Skælskør fra den tidligere Sorø-kreds.